# Sultanato de Lahej
Lahej (en árabe: لحج‎, Laḥij), el Sultanato de Lahej (en árabe: سلطنة لحج‎, Salṭanat Laḥij), o, a veces, el Sultanato Abdali (en árabe: سلطنة العبدلي‎, Salṭanat al-'Abdalī ), era un jeque con sede en Lahij, en el sur de Arabia . El Sultanato se volvió autónomo en 1728 y obtuvo la independencia en 1740. En 1839, el Sultanato pasó a formar parte del Protectorado de Adén del Imperio Británico, aunque nominalmente el Sultán 'Abdali conservó su estatus. El Protectorado de Adén fue nuevamente gobernado brevemente por los otomanos durante la Primera Guerra Mundial, pero recuperado por los británicos y absorbido por la Federación de Arabia del Sur en 1963. La dinastía 'Abdali fue oficialmente abolida en 1967, con la proclamación de Yemen del Sur.

## Historia

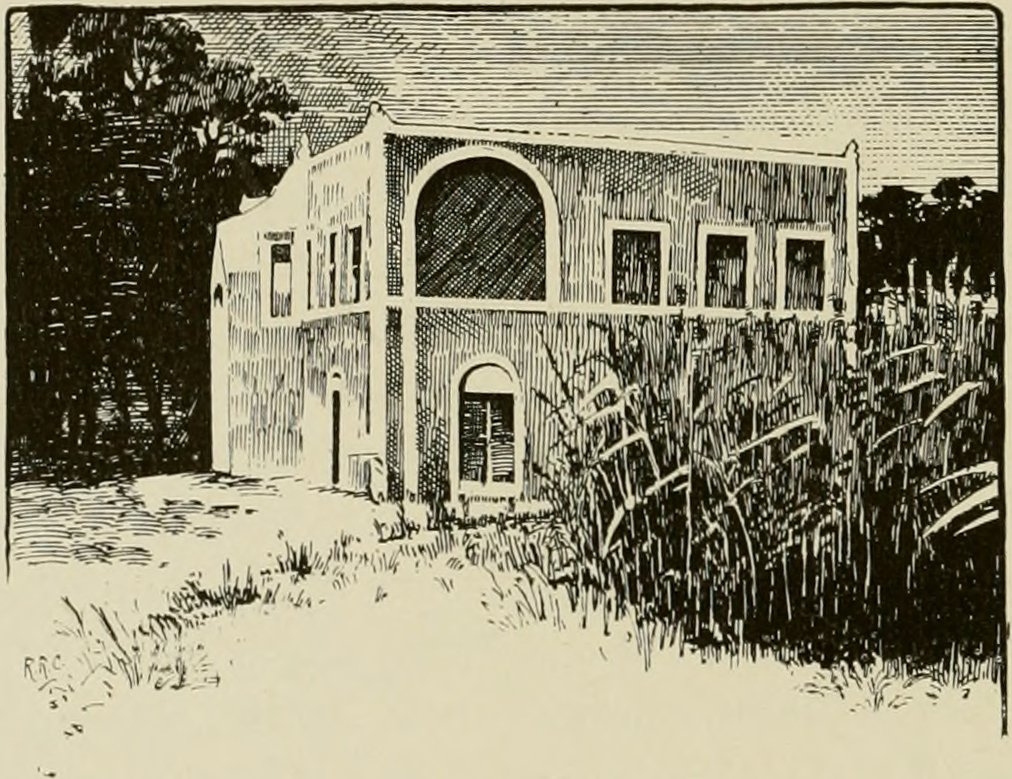
Casa de huéspedes del Sultán de Lahej, de una fotografía de 1898 de Henry Ogg Forbes.

### Establecimiento
Lahej fue un sultanato de la dinastía 'Abdali. En 1740 el sultán 'Abdali se independizó. Se independizó gracias a la fractura del Estado Zaidi en el norte de Yemen. El Sultanato de Lahej se convirtió en una entidad independiente, de 1728 a 1839.

### La llegada de los británicos
La primera relación política entre Lahej y los británicos tuvo lugar en 1799, cuando una fuerza naval fue enviada desde Gran Bretaña, con un destacamento de tropas de la India, para ocupar la isla de Perim e impedir toda comunicación de los franceses en Egipto con los indios. Océano, a través del Mar Rojo. La isla de Perim resultó inadecuada para las tropas, y el sultán de Lahej, Ahmed bin Abdul Karim, recibió el destacamento durante algún tiempo en Adén. Propuso formar una alianza y conceder Adén como estación permanente, pero la oferta fue rechazada. Sin embargo, el almirante Sir Home Popham concluyó un tratado con el sultán en 1802, a quien se le ordenó establecer alianzas políticas y comerciales con los jefes petroleros de la costa árabe del Mar Rojo. 

### La pérdida de Adén
Desde entonces hubo poca o ninguna relación con Adén hasta 1837, cuando se llamó la atención sobre el saqueo y el maltrato de las tripulaciones de los barcos británicos naufragados en la costa de Adén. El caso más notable fue el del Deria Dowlut, cuya tripulación fue despojada y tratada bárbaramente. El capitán Haines, que entonces estaba empleado en el reconocimiento de la costa árabe, recibió instrucciones de exigir satisfacción. Al mismo tiempo, intentaría comprar Adén como depósito de carbón para los vapores que navegaban entre la India y el Mar Rojo. El sultán Muhsin, que había sucedido a su tío, el sultán Ahmed, en 1827, al principio negó toda participación en el saqueo; pero, al encontrar firme al comisionado británico en sus demandas, finalmente consintió en ceder parte de la propiedad y pagar una compensación por el resto. Se presentó al sultán un proyecto de tratado para la cesión de Adén, al que dio su consentimiento verbal y prometió aceptar formalmente después de consultar a sus jefes. En este borrador se dejaba indeterminado el importe de la compensación que debía pagar por Adén, pero después se dispuso que se hiciera un pago anual de 8.700 coronas.
El 22 de enero de 1838, el sultán Muhsin envió una carta bajo su sello, comprometiéndose a ceder Adén, después de dos meses, pero estipulando que su autoridad sobre su pueblo en Adén debería mantenerse después de la cesión. El agente británico se opuso a la continuación de la jurisdicción del sultán. El sultán respondió que estaba dispuesto a acatar las condiciones ofrecidas primero; pero, si no eran aceptadas, se le debería devolver su carta del 22 de enero. Las negociaciones estaban en esta etapa cuando Ahmed, el hijo del sultán, trazó un complot; para apoderarse del Agente y despojarle de sus papeles, y también se denegó la entrega de los bienes sustraídos de los restos del Deria Dowhit. Por tanto, se hicieron preparativos para coaccionar al sultán.

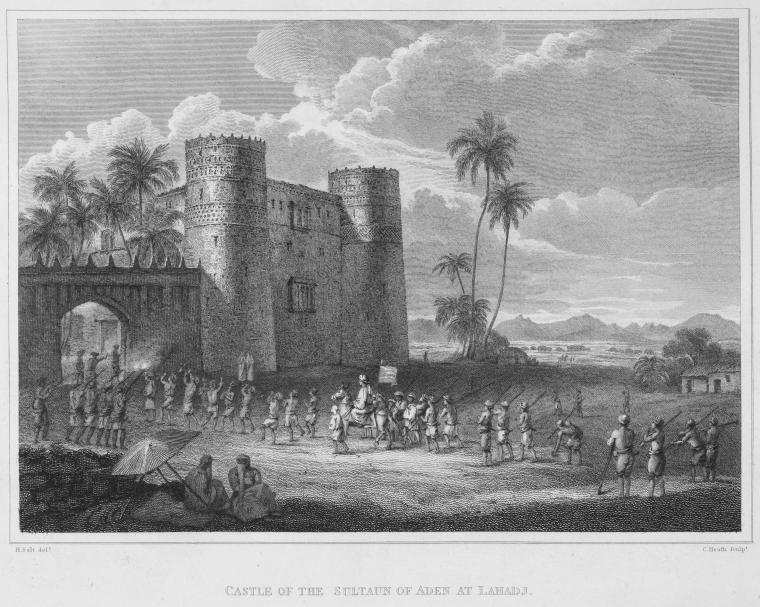
Castillo del Sultaun de Adén en Lahadj, ca. 1814, por Henry Salt

El 19 de enero de 1839, Adén fue bombardeada y tomada, y el sultán y su familia huyeron a Lahej. El 2 de febrero, su yerno hizo la paz en nombre del sultán, y el 18 de junio, el propio sultán firmó un bono, comprometiéndose a mantener la paz y la amistad con el gobierno británico, quien acordó pagarle a él y a sus herederos 6.500 dólares al año. año, y también para pagar los estipendios que el Sultán estaba obligado a dar a las tribus Fadhili, Haushabi y Amiri.
Sin embargo, la paz fue rota poco después por un intento fallido del sultán Muhsin en noviembre de 1839 de retomar Adén, por lo que se suspendieron los pagos. Un segundo ataque realizado en mayo de 1840 tampoco tuvo éxito, y el rechazo de un tercer ataque en julio del mismo año desanimó por completo a los árabes durante un tiempo. En 1843, el sultán Muhsin llegó a Adén y pidió la paz. Se firmó un compromiso el 11 de febrero de 1843. que el gobierno británico consideró a la luz de un acuerdo que debía observarse entre el Agente Político y el Sultán, pero no de un tratado que debía ratificarse formalmente. En febrero de 1844, se devolvió al sultán un estipendio mensual de 541 dólares con un año de atrasos y, antes de pagarlo, se le quitó otro acuerdo que le obligaba a cumplir fielmente sus compromisos.

### Después del sultán Muhsin
El sultán Muhsin murió el 30 de noviembre de 1847, dejando nueve hijos. Fue sucedido por su hijo mayor, Ahmed, que murió el 18 de enero de 1849, cuando le sucedió su siguiente hermano, Ali bin Muhsin. Poco después de su llegada al poder, se concluyó con él un tratado de paz, amistad y comercio, que se estaba negociando con su predecesor. Entre sus otras disposiciones, este tratado estipulaba la restauración del estipendio mensual que había sido suspendido como consecuencia de la participación del difunto jefe, Sultán Muhsin, en un ataque a Adén en agosto de 1846.
Las relaciones con el nuevo jefe se mantuvieron bastante satisfactorias hasta 1857. cuando, ofendido por algunos supuestos errores, adoptó un curso de abierta hostilidad hacia el gobierno británico. Fue completamente derrotado por una expedición que marchó contra él en 1858, y la paz que siguió permaneció intacta hasta su muerte en 1863.
Su hijo, Fadhl l (Fazl) bin Ali, fue elegido por las tribus y los ancianos para sucederle en el gobierno, pero apenas asumió la dirección de los asuntos, otros miembros de la familia iniciaron intrigas con vistas a a su desplazamiento. Al final se llegó a un acuerdo, mediante la mediación del residente de Adén y con el consentimiento del joven jefe, por el cual su tío lo sucedió en el gobierno del país. Fadhl bin Muhsin, cuarto hijo del sultán Muhsin. Por la ayuda prestada por el sultán Fadhl bin Muhsin en el suministro de forraje y medios de transporte para las tropas empleadas contra la tribu Fadhli en 1865, recibió 5.000 dólares.
En 1867, el Jefe consintió en la construcción de un acueducto para el suministro de agua desde los pozos de Shaikh Othman hasta Adén, una distancia de 6 millas (10 kilómetros).
En 1873, a consecuencia de las repetidas solicitudes del sultán de Lahej para la protección del gobierno británico contra los turcos, que habían exigido su sumisión, había ocupado una parte de Zaida y Shakaa y había enviado tropas para apoyar a su hermano rebelde Abdulla., una fuerza de infantería británica e india con tres cañones marchó hacia Al Hauta, la capital de Lahej, para proteger al sultán. Después de algunas negociaciones, las tropas turcas evacuaron Lahej y Shakaa, y los dos hermanos y el sobrino del sultán se rindieron incondicionalmente y fueron trasladados como prisioneros estatales a Adén, mientras sus fuertes eran desmantelados. Posteriormente fueron liberados y retirados a Mocha. El sultán Fadhl bin Muhsin murió en julio de 1874 y fue sucedido por su sobrino, Fadhl bin Ali, quien había renunciado al cargo de jefe en su favor en 1863. Se continuó con el pago del habitual estipendio anual de 6.492 dólares a este último, incrementándose la cantidad en 1882 a 19.692 dólares.
En 1877, al sultán de Lahej se le concedió una salva permanente de 9 cañones.
En julio de 1881 se concluyó un acuerdo entre los Abdali y los Haushabi, por el cual se les devolvía una parte de las tierras zaida tomadas a esta última tribu en 1873, y así se eliminaba efectivamente una causa de constante irritación mutua. En 1881, los Abdali celebraron un acuerdo por el cual los Subeihi quedaron bajo su control, y los estipendios recibidos previamente por estos últimos se hicieron pagaderos a los Abdali.
El 7 de febrero de 1882, mediante un tratado con Abdali Sultan, se hicieron arreglos para la compra, por parte del gobierno británico, de unas 35 millas cuadradas (90,6 kilómetros cuadrados) de territorio adjunto a Shaikh Othman, entre Hiswa e Imad; las minas de sal de Shaikh Othman y el acueducto entre ese lugar y Adén al mismo tiempo pasaron a ser propiedad británica. Entre mayo y julio de 1886, el jefe Abdali se quejó repetidas veces de las penurias que entrañaba el Acuerdo de Subeihi, del que deseaba retirarse por completo. En agosto informó que una de sus guarniciones había sido masacrada y que todas las demás estaban rodeadas por los Subeihi y pedían ayuda para rescatarlas. El residente envió 50 sables de la tropa de Adén (que se había formado en 1805 con fines policiales) para apoyarlo y también le prestó rifles y municiones. Estos procedimientos dieron como resultado la retirada segura de las guarniciones; pero a partir de esta fecha el acuerdo Subeihi quedó prácticamente inoperante y las diversas tribus Subeihi retomaron su antigua posición de relaciones independientes con la Residencia de Adén.
A fines de 1886, los Abdali volvieron a comprar a los Haushabi las tierras mencionadas en el Acuerdo de Zaida, y el Residente informó entonces a ambos Jefes que los artículos 1 y 2 de ese acuerdo se consideraban cancelados, con excepción de las palabras que permitían los Haushabi para construir una casa en Al Anad.
En 1894, debido a los fuertes impuestos aplicados a las qafilahs por el sultán Haushabi Muhsin bin Ali, los Abdali entraron en territorio Haushabi y su sultán huyó. Fue repudiado por los bis Shaikhs y, a petición de ellos, el sultán Fadhl bin Ali tomó las medidas adecuadas para administrar su país y proteger las rutas comerciales. El sultán Haushabi finalmente se entregó en Lahej y el 6 de agosto de 1895 firmó un acuerdo por el que se le devolvía su territorio bajo ciertas garantías.
El 27 de abril de 1898 murió el sultán Fadhl bin Ali. Fue sucedido por su primo, Ahmed Fadhl, a quien se le continuó pagando el habitual estipendio anual.
En abril de 1899, debido a los continuos robos de los Subeihi, los Abdali obtuvieron permiso para ocupar Has al Arab, Turan y Am Rija en el país de Subeihi. En noviembre, los Abdali levantaron una fuerza contra la sección de Atifi como consecuencia de un ataque realizado por este último sobre Dar al Kudeimi. El Atifi entonces se sometió. En 1902, el sultán volvió a reunir una fuerza para reprimir a los Subeihi. Después de algunas escaramuzas regresó a Lahej.
En septiembre de 1906, Rijai Shaikh firmó un acuerdo reconociéndose formalmente como vasallo de Abdali.
En 1910 se firmó una convención con el sultán, por la que cedía al gobierno un terreno en la margen izquierda y al este de Wadi As-Saghir para su uso como fuente de suministro de agua de Adén. La convención fue ratificada el 17 de marzo de 1911. Sin embargo, se convirtió en letra muerta, ya que el plan fue abandonado.
En marzo de 1914 murió el sultán Sir Ahmed Fadhl. Fue sucedido por su primo, Ali bin Ahmed, a quien se le continuó pagando el estipendio anual habitual.

### Primera Guerra Mundial
En julio de 1915, una fuerza turca al mando del general Said Pasha de Yemen atacó y capturó Lahej, que retuvo hasta el final de la guerra. El sultán, cuyas tropas irregulares no pudieron ofrecer una resistencia exitosa, abandonó su país al enemigo y se retiró con las tropas británicas que habían sido enviadas apresuradamente para defender Lahej. El sultán murió en Adén a causa de las heridas recibidas durante el ataque a Lahej.
Su sucesor, el sultán Abdul Karim, era hijo de un exjefe, Fadhl bin Ali. Su elección tuvo lugar en Adén, donde estuvo refugiado hasta el final de la guerra. Fue instalado formalmente en su capital el 14 de diciembre de 1918, después de la rendición de la guarnición turca en Lahej a los británicos, y el gobierno británico le concedió una suma de 10.000 libras esterlinas como muestra de su amistad y aprecio por su lealtad. para permitirle restablecer la administración de su país. Se le continuó recibiendo el estipendio pagado a su padre.

### Protectorado británico reinstalado y Federación de Arabia del Sur
Lahej normalmente disfrutaba de buenas relaciones con los británicos, a pesar del asesinato accidental del sultán Fadhl ibn Ali al Abdali por tropas británicas en 1918, que lo confundieron con un soldado enemigo turco otomano.
En 1918, al sultán Abdul Karim se le concedió un saludo personal de 11 cañonazos.
En febrero de 1919, los Subeihi volvieron a estar bajo el control de los Abdali.
La ratificación de este acuerdo ha sido pospuesta por el gobierno británico hasta después de la solución final sobre el futuro estatus político de Arabia. El acuerdo, aunque sólo se ha aplicado parcialmente en los últimos años, ha tenido el efecto de fortalecer la influencia del sultán de Laliej en la zona de Subeihi.
En enero de 1919, como consecuencia de las incursiones del Imam en el Protectorado y el consiguiente peligro para Lahej, se envió una fuerza de tropas británicas a la guarnición de Nobat Dukeim. Fue retirado en julio de 1922, pero un pequeño destacamento de tropas indias quedó en Habil. Este fue retirado en abril de 1928.
El Sultán visitó la India en 1922 y Inglaterra en 1924 cuando fue recibido por Su Majestad el Rey, junto con su hijo Fadlil. Visitó la India nuevamente en 1930.
El Residente convocó la primera Conferencia de jefes gobernantes del Protectorado en abril de 1929. La Conferencia se celebró en Lahej bajo la presidencia del Sultán Abdali y se volvió a convocar en diciembre de 1930. 
En 1931, los ingresos brutos de Adbali se estiman en Rs. 2,75.000 al año, y la población ascendía a unos 35.000 habitantes.
En 1948, la zona tribal de Subayhi fue absorbida por el sultanato.
En 1958, Gran Bretaña estaba preocupada de que el sultán de entonces, Ali bin Abd al Karim al Abdali, un nacionalista árabe, se negara a unirse a la Federación de Emiratos Árabes del Sur patrocinada por los británicos y lo destituyera Lahej terminó uniéndose a la Federación y más tarde a la Federación de Arabia del Sur en 1963.

### Secuelas

#### Yemen del Sur
En 1967, el nuevo régimen comunista expulsó al Sultán Abdali. La dinastía del Sultanato de Lahej fue abolida con la fundación del estado socialista de la República Democrática Popular del Yemen (1967-1990).

#### Yemen unificado
El antiguo territorio del Sultanato ha estado dentro de la República de Yemen desde su unificación en 1990. 

## Gobernantes
Los sultanes de Lahej tenían el título de Sultán Lahj.

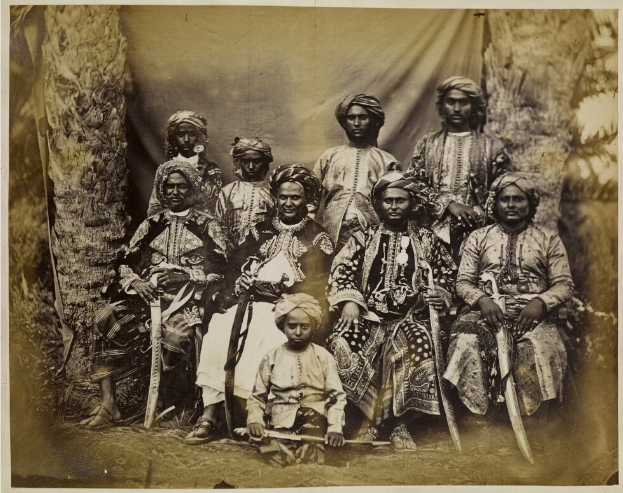
Familia del Sultán de Lahej (mediados de la década de 1870)

- 1728–1742 al-Fadl I ibn 'Ali al-Sallami al-'Abdali
- 1742-1753 'Abd al-Karim I ibn al-Fadl al-'Abdali
- 1753–1775 'Abd al-Hadi ibn 'Abd al-Karim al-'Abdali
- 1775–1791 al-Fadl II ibn 'Abd al-Karim al-'Abdali
- 1791–1827 Ahmad I ibn 'Abd al-Karim al-'Abdali
- 1827–noviembre de 1839 Muhsin ibn al-Fadl al-'Abdali (primera vez)
- Noviembre de 1839 - diciembre de 1839 Ahmad II ibn Muhsin al-'Abdali (primera vez)
- Diciembre de 1839 - agosto de 1846 Muhsin ibn al-Fadl al-'Abdali (segunda vez)
- 11 de agosto de 1846 - septiembre de 1846 Sayyid Isma'il ibn al-Hasan al-Husayni (usurpador)
- Septiembre de 1846 - 30 de noviembre de 1847 Muhsin ibn al-Fadl al-'Abdali (tercera vez)
- Diciembre de 1847 - 20 de enero de 1849 Ahmad II ibn Muhsin al-'Abdali (segunda vez)
- Marzo de 1849 - 7 de abril de 1863 'Ali I ibn Muhsin al-'Abdali
- Abril de 1863 – 1863 al-Fadl III ibn 'Ali al-'Abdali (primera vez)
- 1863 – 5 de julio de 1874 al-Fadl IV ibn Muhsin al-'Abdali
- 5 de julio de 1874 - 27 de abril de 1898 al-Fadl III ibn 'Ali al-'Abdali (segunda vez)
- 29 de abril de 1898 - marzo de 1914 Ahmad III ibn al-Fadl al-'Abdali (desde el 9 de noviembre de 1901, Sir Ahmad III ibn al-Fadl al-'Abdali)
- Marzo de 1914 - 4 de julio de 1915 'Ali II ibn Ahmad al-'Abdali (desde el 8 de octubre de 1914, Sir 'Ali II ibn Ahmad al-'Abdali)
- 13 de julio de 1915 - 18 de junio de 1947 'Abd al-Karim II ibn al-Fadl al-'Abdali (desde el 1 de enero de 1918, Sir 'Abd al-Karim II ibn al-Fadl al-'Abdali)
- 18 de junio de 1947 - 21 de mayo de 1952 al-Fadl V ibn 'Abd al-Karim al-'Abdali
- 4 de junio de 1952 - 10 de julio de 1958 'Ali III ibn 'Abd al-Karim al-'Abdali (desde el 1 de enero de 1955, Sir 'Ali III ibn 'Abd al-Karim al-'Abdali)
- 10 de julio de 1958 - agosto de 1967 al-Fadl VI ibn 'Ali al-'Abdali (actuando con estilo Na'ib hasta el 8 de diciembre de 1958)

## Economía

### Imperio británico
El Sultanato de Lahej y otros que rodeaban el puerto de Adén tuvieron influencia económica al apoyar la importante economía comercial del Imperio Británico desde el sur de Asia. La Gran Bretaña industrial de principios del siglo XIX, con su economía en rápida expansión, necesitaba una comunicación mejorada y confiable con la India británica y las operaciones de la Compañía de las Indias Orientales.
La apertura del Canal de Suez en 1863 inició nuevas estrategias de protección del comercio británico, asegurando el puerto de Adán y sus alrededores para servir a las rutas marítimas del Mar Rojo utilizando su nuevo canal. El Sultanato fue parte de un esfuerzo del Imperio británico para proteger la Ruta de las Indias Orientales, la ruta marítima entre el Mediterráneo y la India, en y a través de las costas del sur de la península arábiga.

### Recursos
En 1920, la región de Lahej producía sal, a partir de minas de sal propiedad del gobierno otomano, que pasaban por el Sultanato para su envío.